# Down and Away
Down and Away är ett svenskt punkband från Askersund som bildades 1998 av David Elf, Martin Elf, Marcus Johansson och Christer Davidsson. 2003 lämnade Christer bandet och ersattes av Johan Rönnberg.

## Diskografi
- 2001 – Who's Got the Deliverance?! (CD/LP, Rockstar Records)
- 2002 – Rising Up (7", Dirty Punk Records)
- 2003 – Make It Matter (MCD, Rockstar Records)
- 2003 – Let's Make Some Changes Right Here (7", Broken Hope Records)
- 2004 – Set To Blow (CD, Rockstar Records)
- 2006 – To Serve & Protect (CD, Mad Butcher Records)